# 西國筋郡代
西國筋郡代（日语：／ Saigokusujigundai）是江戶幕府設置的4所郡代之一。別稱西國郡代。

## 概要
負責九州江戶幕府直轄領（天領）民治的行政官、代官，管轄16萬2千石領地。代官所被設置在豐後國日田（現今大分縣日田市）。
管轄的天領在全國的天領中，屬於第2大。因為要與島津氏、細川氏、鍋島氏、黑田氏等外様大名接觸的關係，通常被當作是比代官高級的郡代。與長崎奉行合力監視九州諸藩，因此亦被稱為「九州探題」。

## 外部連結
- 高松陣屋御預所絵図 文化遺産オンライン （页面存档备份，存于）